# Nekouzskij rajon
Il Nekouzskij rajon (in russo Некоузский район?) è un rajon dell'Oblast' di Jaroslavl', nella Russia europea; il capoluogo è Novyj Nekouz. Ricopre una superficie di 1.954,3 chilometri quadrati.